# Sulcacis curtulus
Sulcacis curtulus es una especie de coleóptero de la familia Ciidae.

## Distribución geográfica
Habita en América del Norte y el norte de México.